# Caio Fábio Ambusto
Caio Fábio Ambusto (em latim: Gaius Fabius Ambustus) foi um político da gente Fábia da República Romana, eleito cônsul em 358 a.C. com Caio Pláucio Próculo. Era filho de Numério Fábio Ambusto, tribuno consular em 406 a.C. e 390 a.C., e irmão de Marco Fábio Ambusto, cônsul em 360, 356 e 354 a.C..

## Consulado (358 a.C.)
Foi eleito cônsul em 358 a.C. com Caio Pláucio Próculo. No anterior, durante o consulado de Marco Popílio Lena e Cneu Mânlio, Roma foi atacada, à noite, pelos tiburtinos, porém o alarme foi dado a tempo; outro ataque, mais importante, foi feito pelos tarquinenses, na fronteira romana com a Etrúria. Depois de eleitos, os novos cônsules declararam guerra contra Tarquínia. Enquanto Caio Pláucio liderava a campanha contra os hérnicos, Caio Fábio atacou os tarquinenses.
Porém chegaram rumores de que os gauleses estavam se aproximando, já haviam chegado a Preneste, e estavam se movendo para Pedum. Caio Sulpício foi nomeado ditador e Marco Valério foi escolhido como seu mestre da cavalaria (magister equitum). O comando de Caio Fábio foi confirmado pelo ditador, contudo ele não se mostrou um comandante prudente:
| “ | Seu colega Fábio lutou contra os tarquinenses, demonstrando, porém, não possuir nem prudência e nem senso tático. Nesta campanha nem foram tão graves as derrotas no campo quanto o foi o fato de os tarquinenses terem conseguido aprisionar trezentos e sete soldados romanos | ” |
|   | — Lívio, Ab Urbe condita VII, 15. |   |

O ditador, depois de escolher as melhores tropas, derrotou os gauleses.